# Fronteras de Bolivia
Bolivia limita al Norte con Brasil, al sureste con Argentina, al este con Paraguay y Brasil, al sur con
Chile, al oeste con Perú.
El perímetro total de las actuales fronteras alcanza a los 7777 kilómetros distribuidos de la siguiente forma:

## Límites de Bolivia-Perú
Comienza al norte de Bolpebra, que es el hito tripartito entre Bolivia, Perú y Brasil (Triple Frontera Bolpebra); de este punto en línea recta hacia el sureste hasta el Fortín Puerto Heath sobre el río Madre de Dios a los 12º30' de latitud Sur; de aquí por el río Heath hacia el sur hasta las nacientes de este río y de allí por el río Tambopata hasta el paralelo 14ºS; después sigue en dirección sur hasta el Nudo de Apolobamba o Vilcanota y de aquí en dirección sur hasta el Lago Titicaca; atraviesa este desde cerca de Puerto Acosta hasta la Península de Copacabana que la corta y sigue hasta la boca del río Desaguadero; de allí va en dirección suroeste hasta la frontera tripartita entre Perú, Chile y Bolivia en el lugar llamado Choquecota.
La frontera de Bolivia con Perú fue delimitada por cuatro tratados: el Tratado de Demarcación de Fronteras entre Perú y Bolivia, firmado en La Paz, el 23 de septiembre de 1902; el Tratado de Rectificación de Fronteras entre Perú y Bolivia, firmado en La Paz, el 17 de septiembre de 1909; el Protocolo firmado en La Paz el 2 de junio de 1925 y el Protocolo Ratificatorio firmado en La Paz el 15 de enero de 1932.

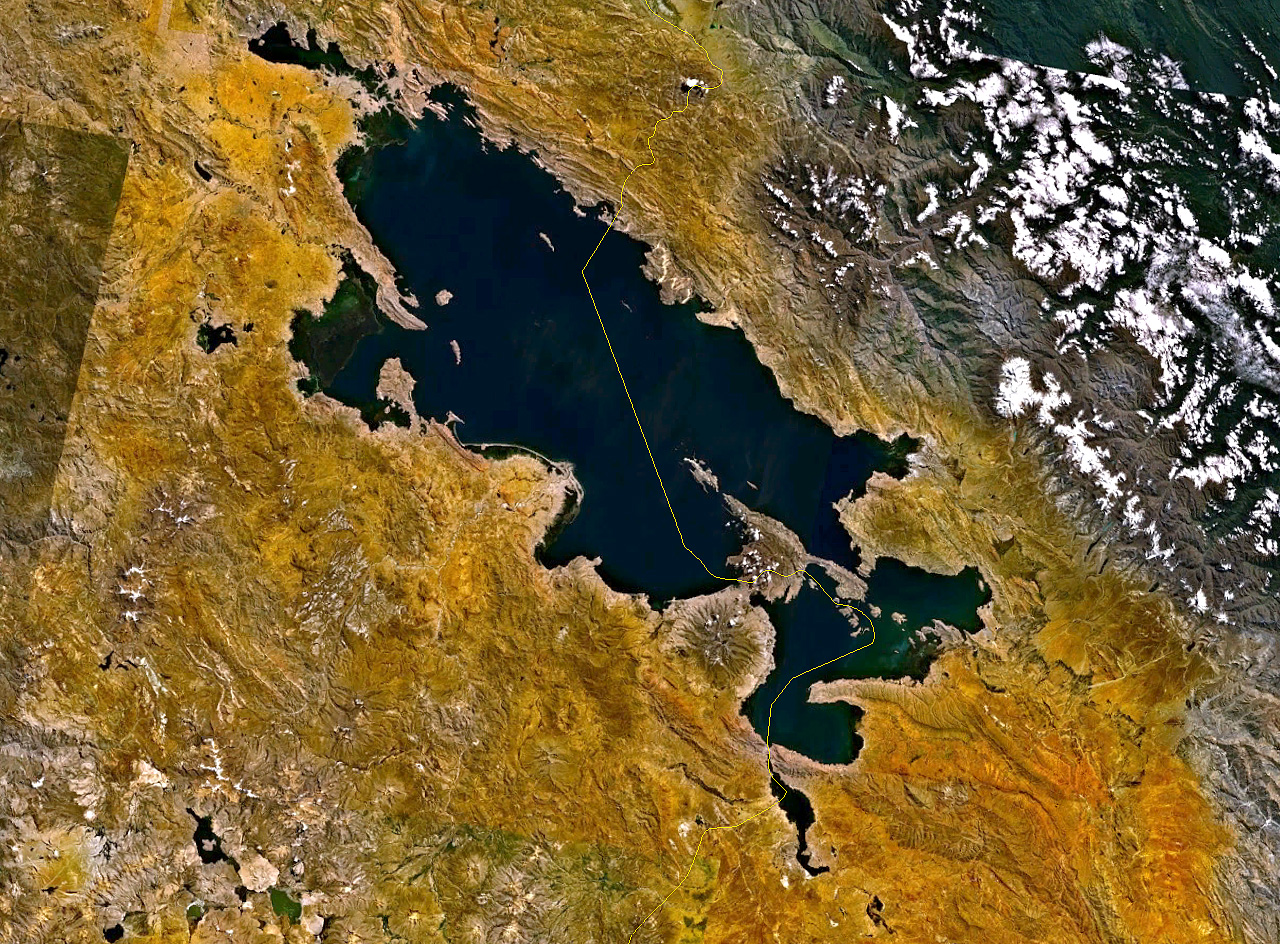
Mapa de la zona limítrofe del Lago Titicaca

Según estos tratados la línea de frontera entre Bolivia y Perú, es como sigue:
- Desde la boca del río Yaverija, en el Acre, una línea geodésica hasta la parte occidental de la barraca Illampu, en el río Manuripe. Desde allí otra línea hasta la boca del Madre de Dios;
- El río Heath, aguas arriba, hasta su naciente. Desde ese punto sigue por la línea divisoria del lugar hasta la boca del Colorado, en el río Tambopata;
- Por el río Tambopata, aguas arriba; río Lanza o Mosojhuaico, hasta el paralelo 10º 15' de latitud sur; y desde allí, por el paralelo en dirección oeste, hasta la línea divisoria entre los ríos Lanza o Mosojhuaico y Tambopata;
- Por esta divisoria, sigue la línea en dirección sur, pasando por las cumbres de las cordilleras Ichocorpa, Lurini Huajra, Yagua Yagua y los nevados Palomani Grande, Cunca y Tranca, desde donde desciende hacia la laguna Suches;
- El río Suches, hasta la boca del riachuelo Pachasilli; y desde allí, otra línea sinuosa, hasta la bahía de Cocahui, en el lago Titicaca;
- De la bahía de Cocahui, una línea recta al punto equidistante entre la isla Soto (Perú) y Chiquipa (Bolivia);
- Otra línea recta, hasta el punto equidistante entre la isla del Sol o Titicaca (Bolivia) y Punta Pomata (Perú); y, desde allí, otra línea recta hasta el lugar denominado punta Kasani;
- La línea de frontera continúa desde punta Kasani, donde se encuentra el hito N.º 22, con una trayectoria sinuosa sobre la península de Copacabana, hasta el arroyo Sehuenca. La parte norte de la península queda en territorio boliviano y la parte sur, en territorio peruano;
- La línea de frontera continúa en el lago Huiñaymarca, entre la isla Iscaya (Perú) y punta Huancallani (Bolivia); isla Cana (Perú) e isla Limina (Bolivia).
- Desde este punto, una línea recta en dirección sudoeste, hasta el punto intermedio entre punta Taraco (Bolivia) y punta Zepita (Perú) y otra en dirección sur, hasta la naciente del río Desaguadero, en el lago Huiñaymarca.
- El río Desaguadero, aguas abajo, por la margen izquierda primero, y por la margen derecha después, hasta la boca del río Cutjire. Desde este lugar prosigue en dirección sudoeste, sobre la meseta, pasando por la cumbre del cerro Ciquicapa, hasta Vilautane, a orillas del Mauri Chico.
- De Vilautane prosigue por las cumbres de los cerros Lirione, Laurane, Pococahua y Antajave, hasta la confluencia del río Ancomarca y el Mauri.
- Finalmente, desde este lugar, una línea geodésica en dirección este, otra, hacia el sudeste y finalmente otra en dirección sur, hasta encontrar el hito N.º 60 de la frontera entre Perú y Chile, en medio de la Meseta de Ancomarca, a 55° 98' 12" de latitud sur y 69° 28' 28,8" de longitud occidental (UTM: N8030765,668; E20229603,682; Zona: 0,000; Factor escala: 4,917).

## Límites de Bolivia-Chile

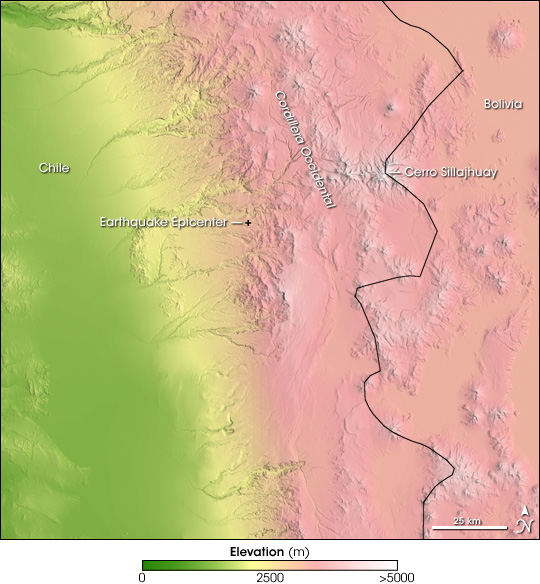
Frontera entre los departamentos de Potosí y Oruro (Bolivia) y la región de Tarapacá (Chile). En esta frontera Bolivia, reclama una salida soberana al océano Pacífico.

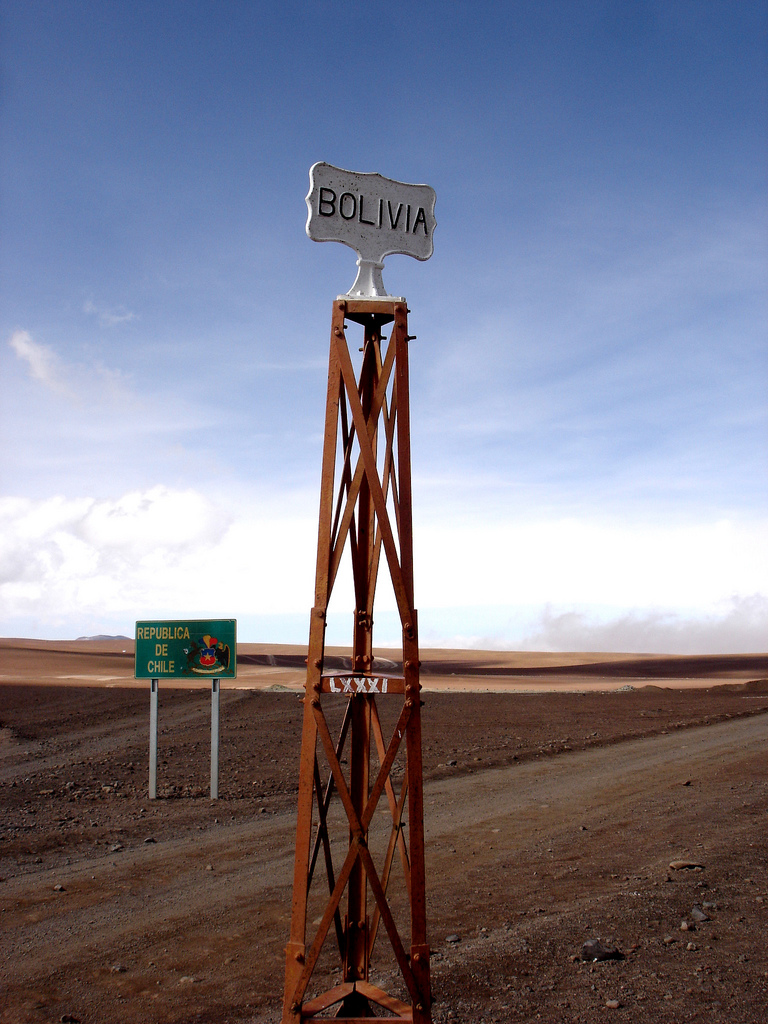
Hito fronterizo Bolivia-Chile.

El límite actual entre Bolivia y Chile fue delimitado por el Tratado de Paz y Amistad de 1904. Fue firmado el 20 de octubre de 1904 en La Paz por el ministro plenipotenciario boliviano Alberto Gutiérrez y por el ministro plenipotenciario Chileno Emilio Bello Codesido.
Este tratado define el límite entre Bolivia y Chile como sigue:
- Desde la cumbre más alta del Cerro Zapaleri una línea recta hasta la cumbre más alta del cordón desprendido hacia el sur del Cerro Guayaques (en 22° 54' latitud sur), siguiendo por línea recta hasta el Portezuelo del Cajón y desde ahí el cordón que sube hacia el norte pasando por la ladera norte del Cerro Juriques, la ladera noreste del Volcán Licancabur en el punto innominado a dos tercios de altura de dicha falda (5.400 m - en el punto 22°49'41" de latitud Sur, 67°52'35" de longitud Oeste), el Cerro Sairecabur, el Cerro Curiquinca y el Volcán Patana o Jorjénca;
- Desde ese volcán el límite seguirá por uno de sus contrafuertes en dirección al Cerro de Pajonal y en línea recta hasta la cumbre sur de los Cerros de Tocorpuri y después por el cordón de Panizo, la Cordillera de Talio, el cordón del Línzor y los Cerros de Silaguala;
- Por el Volcán Apagado en los Cerros de Silaguala por contrafuerte al Cerrito de Silala y después en línea recta hasta el Cerro de Inacaliri o del Cajón, siguiendo por otra línea recta hasta el cerro en el medio de los Cerros del Inca o Barrancane y de ahí hacia el norte por el cordón del Cerro de Ascotan o del Jardín;
- En línea recta hasta el Cerro Araral, otra línea recta hasta el Volcán Ollagüe y otra hasta la cumbre más alta del Cerro de Chipapa, después yendo hacia occidente por un cordón de lomas hasta el Cerro Costa y desde ahí siguiendo el cordón que llega hasta Cerro Alconcha y después al Volcán Olca;
- Desde ese volcán por el cordón de los Cerros del Millunu, de la Laguna, Volcán Irruputuncu, Cerros Bofedal y Chela, y de ahí por un alto nudo de cerros hasta Milliri, después Huallcani, después el Cerro Caiti y finalmente el Cerro Napa;
- Desde ese cerro una línea recta hasta el punto diez kilómetros al sur de la cumbre oriental del Cerro Huailla y desde ahí una línea recta hasta el Cerro Huailla;
- Doblando en seguida hacia el Oriente por el cordón de los Cerros Laguna, Corregidor y Huaillaputunco a la apacheta más oriental de Sillillica, dirigiéndose por el cordón que va al Noroeste de la cumbre del Cerro Piga y después pasar en línea recta hasta la cumbre más alta de los Tres Cerritos, de ahí otra línea recta hasta el Cerro Challacollo y a la estrechura de la vega de Sacaya, desde ahí en líneas rectas hasta las apachetas de Cueva Colorada y de Santaile, donde seguirá al Noroeste por los Cerros de Irruputuncu y Patalani;
- En línea recta hasta el Cerrito Chiarcollo y desde ahí en otra línea recta hasta el Cerro Pintapintani, siguiendo por el cordon de cumbre que atraviesa los Cerros Quiuri, Pumiri y Panantalla, y de ahí por una línea recta hasta Tolapacheta y otra hasta el Portezuelo de Huailla, y de ahí pasando por las cumbres de los Cerros de Lacataya y del Salitral;
- Al norte por línea recta hasta el Cerrito Tapacollo, otra hasta el mojón de Quellaga y otras más hasta el Cerrito Prieto, el Cerrito Toldo, los Mojones de Sicaya, Chapillijsa, Cabarray, Tres Cruces y Jamachuma, Quinsachata y Chinchillani;
- Cortando el Río Todos Santos hasta los mojones de Payacollo y Caraguano, al Cerro de Cana y el Cerro Capitán (74) y después por la divisoria de las aguas del cordón de los Cerros Lliscaya y Quilhuiri y de ahí en línea recta hasta el Cerro Puquintica;
- Por el cordón que se dirige a Macaya cortará en este punto el Río Lauca dirigiéndose en seguida en línea recta al Cerro Chiliri, por la divisoria de las aguas del Portezuelo de Japu y cumbres de Quimsachata, Portezuelo de Tambo Quemado, Portezuelo de Quisiquisini, Portezuelo de Huacolle, cumbres de los Cerros de Payachata, Cerro Larancahua hasta el paso Casiri;
- De ahí hasta los Cerros de Condoriri y después por el cordón de cumbres hasta el cerro Carbiri, bajando por su falda hasta el Río Caquena o Cosapilla;
- Por el Río Caquena hasta la afluencia del desagüe aparente de las vegas de la estancia de Cosapilla y desde ahí una línea recta hasta el mojón de Visviri y desde ahí otra línea recta hasta el Santuario que se encuentra al norte del Mauri, al Noroeste de la confluencia de este río con otro que le viene del Norte, dos kilómetros al noroeste del Tambo del Mauri;
- Por un cordón hasta llegar al hito N.º 60 de la frontera entre Perú y Chile, en medio de la Meseta de Ancomarca, a 17º 29' 54" de latitud sur y 69º 28' 28,8" de longitud occidental (UTM: N8030765,668; E20229603,682; Zona: 0,000; Factor escala: 4,917).

## Límites de Argentina-Bolivia
La mayor parte de esta frontera internacional fue trazada por un tratado en 1889 pero hubo rectificaciones, algunas importantes como ocurrió en la zona de Yacuiba a inicios del siglo XX. Hoy la frontera comienza por el oeste en la cordillera de los Andes en el Cerro Zapaleri y va en dirección noreste hasta el Cerro Panizo, de allí hasta el Cerro Malpaso, sigue hacia el norte por el río San Juan del este, pasando por Villazón hasta las regiones de Bermejo y Toldos, de donde sigue en dirección sureste hasta el Fortín Campero, en la confluencia de los ríos Bermejo y Grande de Tarija, llamada Las Juntas de San Antonio; de aquí sube por el río Grande de Tarija y el río Itaú hasta la población de Yacuiba (el tratado de 1889 fue revisado en torno a esta localidad en 1904 y los límites fueron fijados en favor de Bolivia en 1925 por el tratado de límites Carrillo-Díez de Medina (julio de 1925) y desde Yacuiba nuevamente siguiendo el paralelo 22ºS hacia el este hasta el Fortín D'Orbigny sobre el río Pilcomayo, de allí siguiendo el curso de este río hasta Hito Esmeralda que es el punto limítrofe tripartito entre Argentina, Paraguay y Bolivia.

## Límites de Paraguay-Bolivia

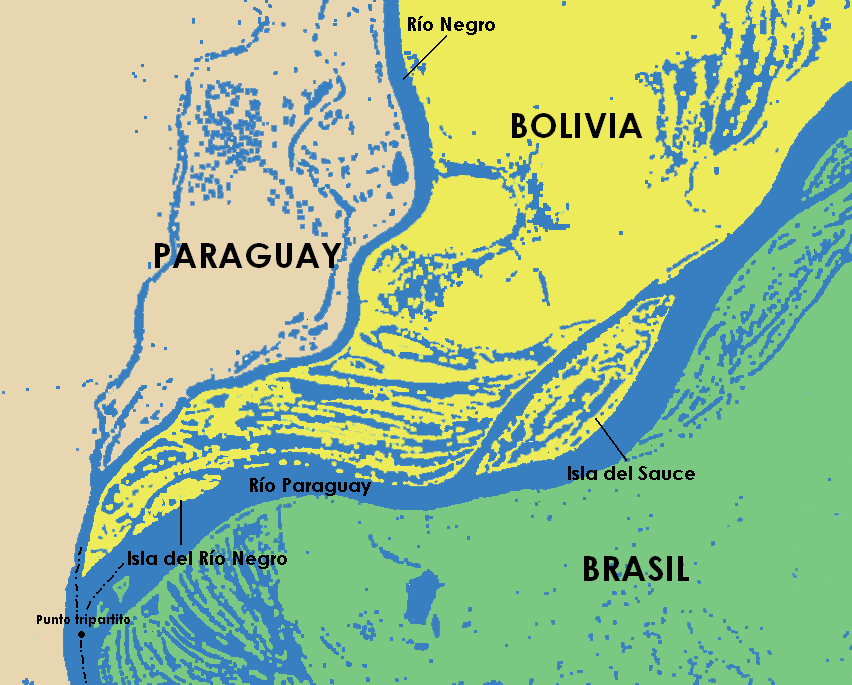
Vista de la triple zona fronteriza sobre el río Paraguay

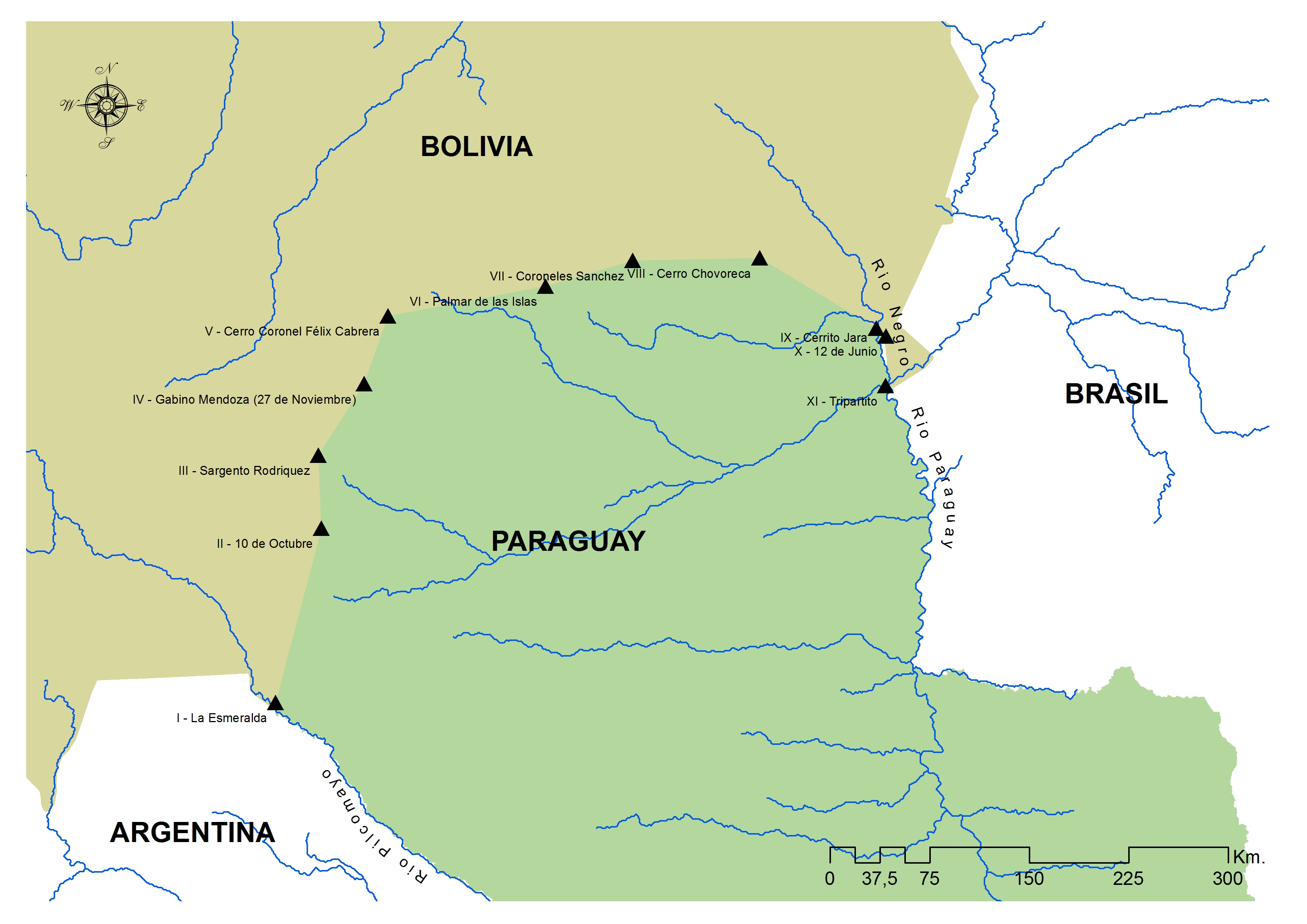
Ubicación de los hitos entre Paraguay y Bolivia

Esta frontera internacional comienza en el Hito Esmeralda; desde allí va en línea recta al noreste hasta el Hito I Estrella (Hito 10 de octubre); de allí en línea recta al noreste, hasta el hito III Sargento Rodrigues, en las coordenadas 20°33'46,84" S y 62°16'00,30" W; luego, en línea recta hasta el hito IV Gabino Mendoza (27 de noviembre) en las coordenadas 20°05'21,56" S y 61°55'20,56" W, hasta el punto más alto del Cerro Ustares/Cerro Cnel. Félix Cabrera (Hito V), de donde sigue en línea recta hasta el Hito VI Palmar de las Islas; de aquí hasta el Hito VII Cnel. Sánchez (coordenadas 19°17'41,00" S y 59°58'38,62" W); luego en línea recta hasta el punto más elevado del Cerro Chovorecá (Hito VIII) en dirección este y de aquí, en dirección sureste, hasta el Hito IX Cerrito Jara; de aquí, en línea recta hasta la intersección con el paralelo 19º49'40" S con el río Negro (Hito X 12 de Junio) y, siguiendo dicho río hacia el sur hasta su desembocadura en el río Paraguay en las coordenadas 20º09'58" S y 58º10'12.9" W, formando el Hito XI Tripartito entre Paraguay, Brasil y Bolivia.

## Límites de Bolivia-Brasil

Bolpebra, comienzo de la frontera con Brasil.
Alrededor de 80 islas fluviales siguen sin ser asignadas a alguno de los dos países.

Esta frontera internacional comienza en el norte, en Bolpebra y sigue hacia el noreste por el río Acre hasta Brasiléia, frente a Cobija, de allí sigue por río Chipamanu y por río Abuná; de aquí por el curso de este río hasta su confluencia con el río Madera en Fortín Manoa, que es el punto más septentrional de Bolivia. De aquí, va hacia el sur, aguas arriba del río Madera hasta la población de Villa Bella en la confluencia de los ríos Beni y Mamoré. Sigue, aguas arriba del río Mamoré hasta su confluencia con el río Iténez, más o menos con el paralelo 11°50' S, de aquí sigue aguas arriba del río Iténez, hasta el río Verde en el paralelo 14° S; sigue aguas arriba del río Verde hasta su naciente; de aquí hasta el Cerro Cuatro Hermanos más o menos en el paralelo 16°20' S y de allí hacia el este hasta San Matías; de allí en dirección sur, hasta la laguna Uberaba que la atraviesa por el centro; de allí, al centro de la laguna La Gaiba, después al centro de la laguna Mandioré; de allí, en dirección suroeste hasta el Canal Tamengo que une la laguna Cáceres con el río Paraguay; de allí, en línea recta hasta la laguna Negra; de allí en dirección sureste hasta Puerto Gutiérrez Guerra sobre el río Paraguay, y de aquí, por el curso del río Paraguay, en dirección suroeste hasta Bahía Negra, donde encuentra el límite tripartito entre Brasil, Paraguay y Bolivia.
En el río Mamoré, frente a la ciudad de Guayaramerín en el Departamento del Beni, se encuentra la isla Suárez, llamada por los brasileños ilha de Guajará-mirim que ha sido objeto de una disputa aún no resuelta entre Brasil y Bolivia. Desde el Acuerdo de Roboré firmado el 29 de marzo de 1958 entre ambos países, la situación de la isla ha quedado indefinida, permaneciendo de hecho bajo administración boliviana. 
Otros 31 islotes del río Guaporé o Iténez y 9 islas del río Paraguay se encuentran bajo soberanía indefinida entre Bolivia y Brasil.